# Manoj Kumar (boxe anglaise)
Manoj Kumar est un boxeur indien né le 10 décembre 1986.

## Carrière
Sa carrière amateur est notamment marquée par une médaille de bronze aux championnats d'Asie d'Oulan Bator en 2007 dans la catégorie poids super-légers

## Palmarès

### Jeux olympiques
- Qualifié pour les Jeux de 2012 à Londres, Angleterre
- Qualifié pour les Jeux de 2016 à Rio de Janeiro (Brésil)

### Championnats d'Asie de boxe amateur
- Médaille de bronze en -64 kg en 2007 à Oulan-Bator, Mongolie

### Jeux du Commonwealth
- Médaille d'argent en -64 kg en 2010 à New Delhi, Inde